# Dicallaneura kirschi
Dicallaneura kirschi is een vlindersoort uit de familie van de prachtvlinders (Riodinidae), onderfamilie Nemeobiinae.
Dicallaneura kirschi werd in 1886 beschreven door Röber.